# Oak Grove Village
Oak Grove Village és una població del Comtat de Franklin (Missouri) als Estats Units d'Amèrica.

## Demografia
Segons el cens dels Estats Units del 2000 Oak Grove Village tenia 382 habitants, 142 habitatges, i 101 famílies. La densitat de població era de 278,3 habitants per km².
Dels 142 habitatges en un 36,6% hi vivien nens de menys de 18 anys, en un 52,1% hi vivien parelles casades, en un 10,6% dones solteres, i en un 28,2% no eren unitats familiars. En el 23,9% dels habitatges hi vivien persones soles el 12% de les quals corresponia a persones de 65 anys o més que vivien soles. El nombre mitjà de persones vivint en cada habitatge era de 2,69 i el nombre mitjà de persones que vivien en cada família era de 3,09.
Per edats la població es repartia de la següent manera: un 28,5% tenia menys de 18 anys, un 10,5% entre 18 i 24, un 28,8% entre 25 i 44, un 20,4% de 45 a 60 i un 11,8% 65 anys o més.
L'edat mediana era de 33 anys. Per cada 100 dones de 18 o més anys hi havia 95 homes.
La renda mediana per habitatge era de 35.357 $ i la renda mediana per família de 47.500 $. Els homes tenien una renda mediana de 27.813 $ mentre que les dones 18.125 $. La renda per capita de la població era de 15.390 $. Entorn del 10,6% de les famílies i el 13,4% de la població estaven per davall del llindar de pobresa.

## Poblacions properes
El següent diagrama mostra les poblacions més properes.